# Carl Fr. Scheer
Die Carl Fr. Scheer GmbH + Co. KG mit Sitz in Willstätt-Sand im Ortenaukreis in Baden-Württemberg ist ein deutsches Import- und Großhandelsunternehmen für Käsespezialitäten. Scheer hat für viele bedeutende Käsemarken den Exklusivvertrieb in Deutschland.

## Geschichte
Das Unternehmen wurde 1893 von Carl Friedrich Scheer in Stuttgart als Käsespezialitätenladen gegründet. Er importierte darüber hinaus bereits aus der Schweiz, Italien und Frankreich, wo er zuvor in verschiedenen Unternehmen der Milchwirtschaft tätig gewesen war. Nach seinem Tod 1909 übernahm der Schwiegersohn Hermann Scheer das Ladengeschäft mit dem angeschlossenen Großhandel. 1946 trat dessen Sohn Dietrich Scheer in das Unternehmen ein und musste zuerst mithelfen, das kriegszerstörte Betriebsgebäude wieder aufzubauen. Als 1952 die Einfuhr von Käse in die Bundesrepublik liberalisiert wurde, konnte das Importgeschäft stark ausgebaut werden. 1962 übernahm Dietrich Scheer die Unternehmensleitung und verlegte den Sitz des wachsenden Betriebs aus Platzgründen 1971 nach Willstätt-Sand. 1974 trat der Urenkel des Gründers, der heutige geschäftsführende Gesellschafter Andreas Scheer, in den Betrieb ein. 1990 wurde durch einen Großbrand die Kühllagerhalle zerstört und musste neu errichtet werden.

## Struktur, Kennzahlen und Sortiment
Scheer verfügt über ein Sortiment von 2000 Käsespezialitäten von rund 120 Käseherstellern und Exporteuren aus verschiedenen Ländern Europas. Die Importregion umfasst die Länder Norwegen, Großbritannien, Frankreich, Schweiz, Österreich, Italien, Spanien und Griechenland. Exporte gehen nach Belgien, Frankreich, Österreich, Schweiz und Polen. Im Bundesgebiet bestehen mehrere Auslieferungs-Niederlassungen, außerdem eigene Verkaufsrepräsentanten im gesamten Bundesgebiet und eine Vertriebskooperation mit einem westdeutschen Partnerunternehmen derselben Branche. Scheer verfügt über eine eigene Abpackstation, in der die Rohware zu vorverpackten Blockstücken, Selbstbedienungs-Packungen und Käsescheiben für Großverbraucher wie Abholgroßmärkte, Gastronomie, Fachgroßhandel und Cateringunternehmen portioniert wird. Die Betriebsnummer ist BW 338. Im Sortiment befinden sich zudem über 400 Rohmilchkäse, über 100 Biokäse, eine Auswahl an lactosefreien Käsesorten und Spezialitäten aus der sogenannten „weißen Linie“ (Joghurt, Crème Fraiche, Sahne, Rahm und anderes).
Der Umsatz des Unternehmens lag 2004 bei 126 Mio. Euro, es wurden rund 175 Mitarbeiter beschäftigt. 2006 hat Scheer fast 16000 Tonnen Käse vertrieben, der Umsatz lag in diesem Jahr bei 110 Mio. Euro. 2008 lag die Beschäftigtenzahl bei 110. Der Schweizer Milchproduktekonzern Emmi AG hält seit 21. Februar 2008 einen Kapitalanteil von je 25 % an der Carl Fr. Scheer GmbH + Co. KG und an der Scheer Verwaltungs- und Beteiligungsgesellschaft mbH.